# Ли-ван (Чжоу)
Ли-ван (кит. 厲王, имя при рождении: 姬胡, Цзи Ху; известен также как Фэнь-ван, 汾王) — 10-й китайский правитель из династии Чжоу. По традиционной версии он правил в 878—828 годах до н. э., согласно исследованиям в рамках проекта Ся-Шан-Чжоу — в 877—841 годах до н. э. Сын правителя И-вана, вошедший в историю как образец разрушения династийных устоев.

## Правление
Традиционная историография приписывает ему такие бесчинства как наём шамана из царства Вэй для надзора за народными настроениями, а также запрет на критические высказывания (приведший к тому, что люди выражали свои взгляды мимикой), невзирая на министерские протесты.
Результатом стало восстание, которое привело к пожизненному изгнанию монарха из столицы Хаоцзин в Чжи 彘. После бегства Ли-вана наступил период регентства Гунхэ 共和, который длился с 841 до смерти Ли-вана в 828 году до н. э. Дата начала этого периода — первая в цепочке ежегодных событий, представленных в Ши цзи хронологически. Название периода было позднее позаимствовано для китайского понятия «республика».
Существование Ли-вана засвидетельствовано надписями на бронзовых сосудах, однако его имя передаётся как 害夫 или 剌王. Изгнание на реку Фыньхэ привело к тому, что Ли-вана также называют Фэнь-ван 汾王.